# St.-Johannis-Kirche (Visselhövede)

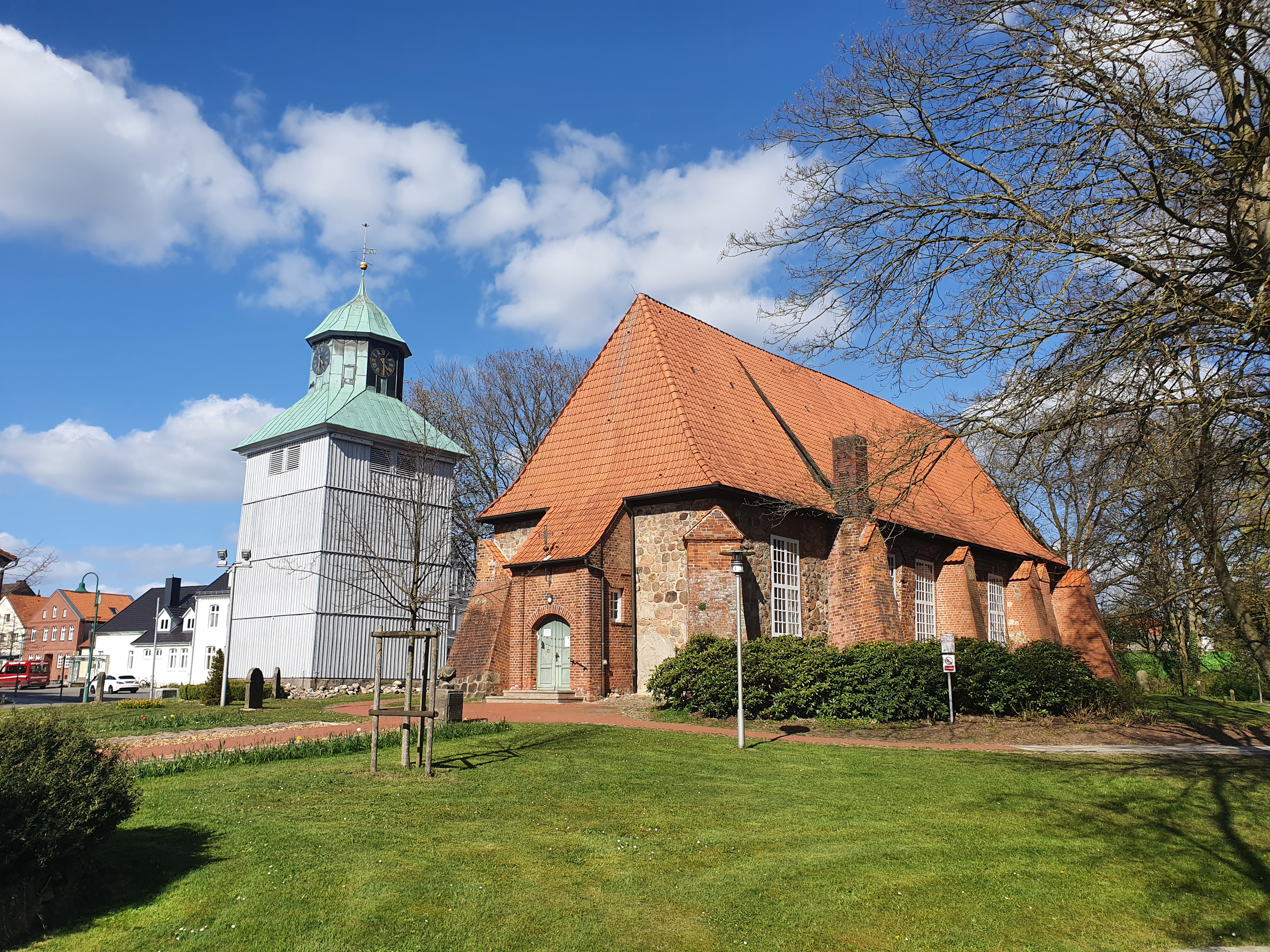
St. Johannis-Kirche in Visselhövede

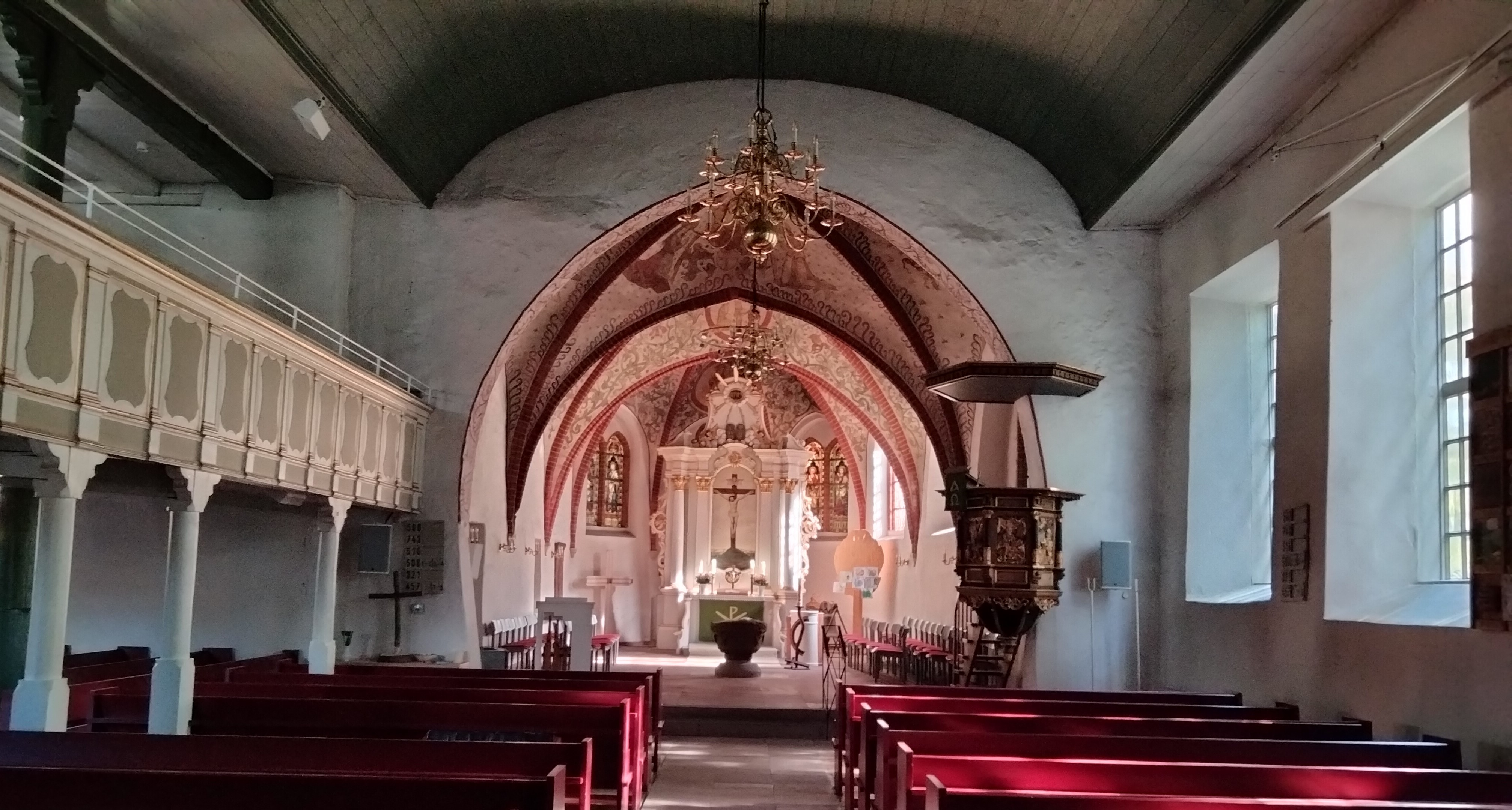
Kircheninneres

Die St.-Johannis-Kirche ist die evangelisch-lutherische Hauptkirche der niedersächsischen Stadt Visselhövede. Sie liegt im Zentrum der Stadt nahe der Visselquelle und besteht aus dem Kirchengebäude und dem frei stehenden Glockenturm. Die Kirche gilt als Wahrzeichen der Stadt. Namensgebend ist Johannes der Täufer.

## Geschichte
1184 wird erstmals eine Kirche in Visselhövede erwähnt. Der Standort wurde vermutlich früher schon als heidnische Kultstätte genutzt. 1358 wurde ein gotischer Feldsteinbau errichtet. Der Glockenturm stammt von 1799. Endgültig seit 1631 fasste die Reformation in der Gemeinde Fuß. Heute bildet die Kirche gemeinsam mit der Heilig-Kreuz-Kirchengemeinde in Brockel und der St.-Bartholomäus-Kirchengemeinde Kirchwalsede die Kirchenregion Visselhövede im Kirchenkreis Rotenburg/Wümme der Evangelisch-lutherischen Landeskirche Hannovers.

## Ausstattung

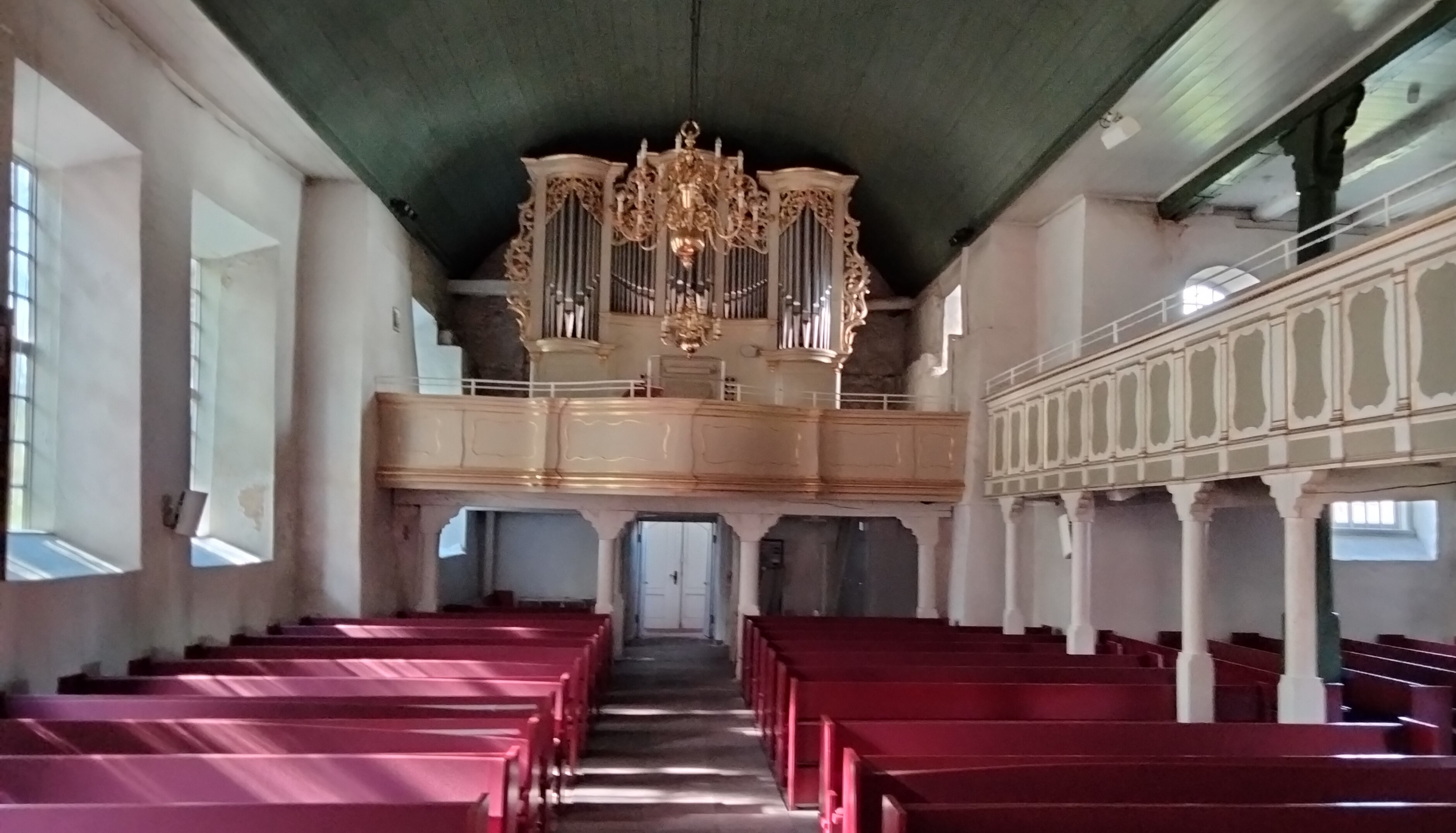
Orgel

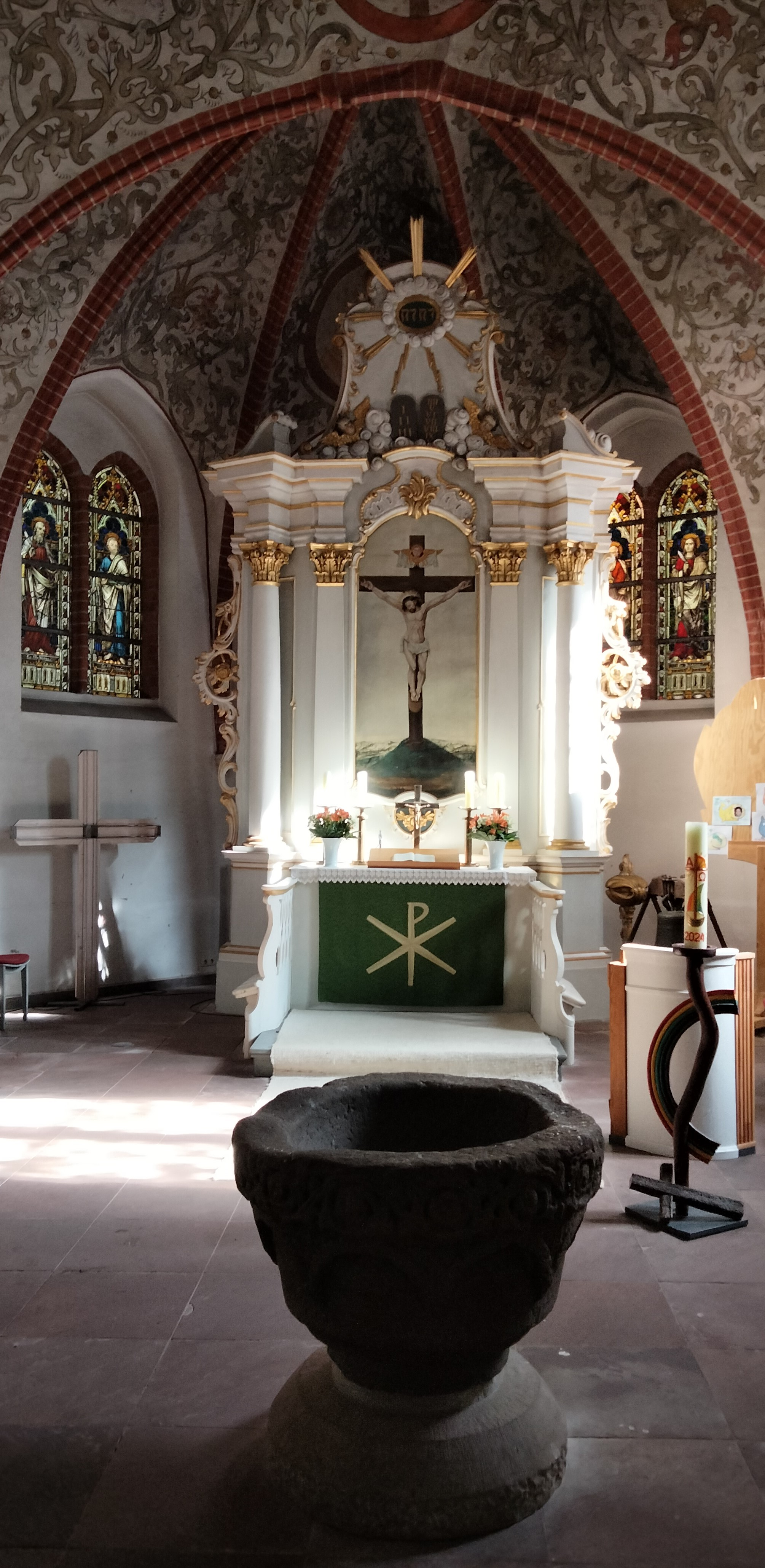
Taufstein und Altar

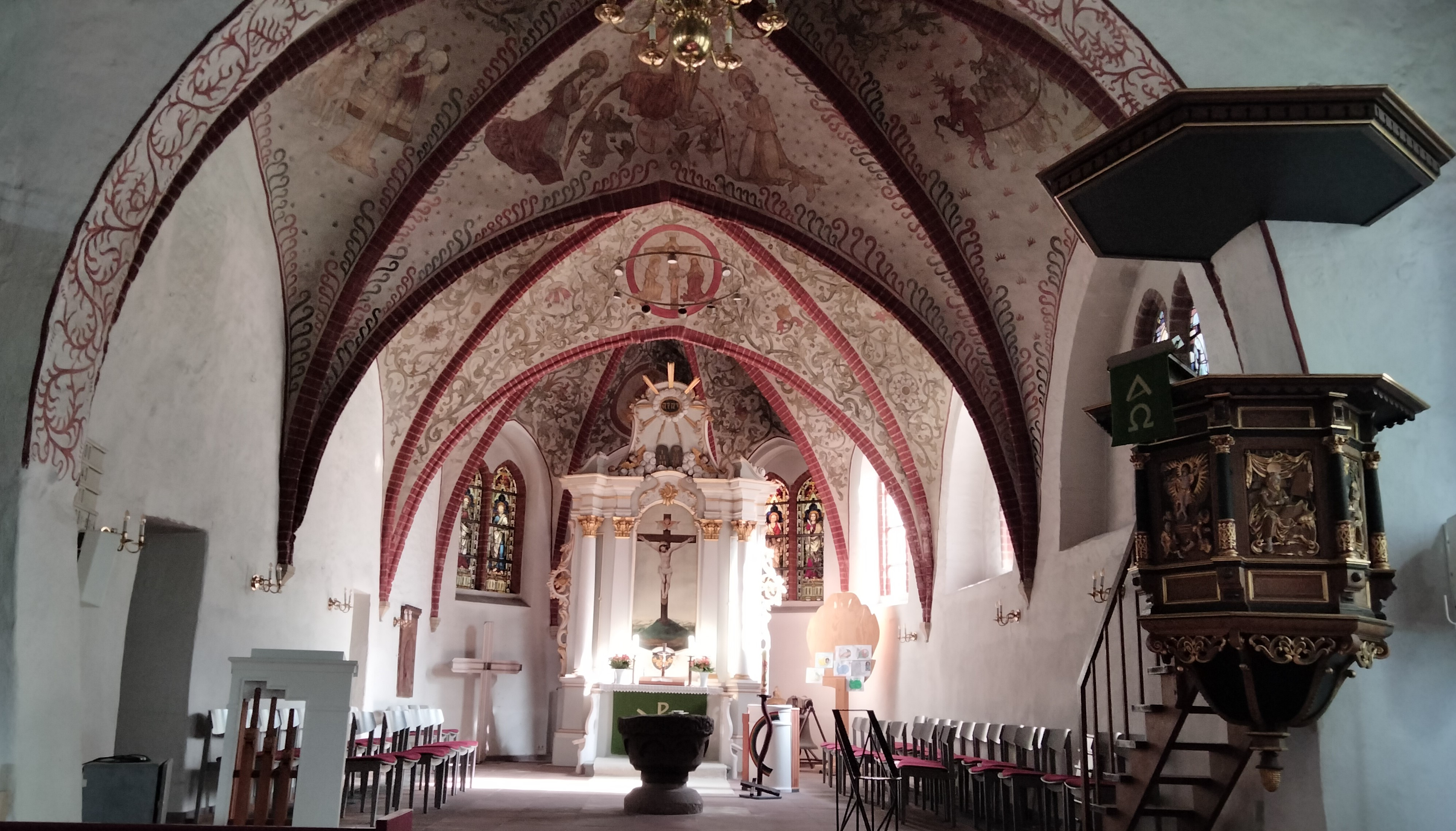
Kanzel und Deckengemälde

- Gotische Deckengemälde im Altargewölbe
- Barocker Altar (1771)
- Kanzel (1641)
- Taufstein (ca. 12. Jahrhundert)
- Taufschale aus dem 18. Jahrhundert

## Orgel
Das Gehäuse der Orgel wurde 1779/1780 von Georg Wilhelm Wilhelmy gestaltet. Über den Verbleib des damaligen Orgelwerks ist nichts bekannt. Die Firma Emil Hammer Orgelbau, die 1922 eine neue Orgel baute, schrieb 1920: „Bis auf das Orgelgehäuse ist von dem jetzigen baufälligen Werke nichts mehr zu verwerten. Das ausfallende Metall der Pfeifen stellt als Altmaterial noch den einzigen Wert dar, und würden wir dieses Metall zum Einschmelzen nach dem Tageskurs übernehmen. Alles andere verbleibt der Kirche eventuell zu Heizungszwecken.“ Die Hammer-Orgel verfügte über pneumatische Taschenladen. Sie wurde 1951 von der Erbauerfirma auf 21 Register erweitert und renoviert. 1983 erbaute die Firma Alfred Führer das heutige Orgelwerk mit 20 Registern auf zwei Manualen und Pedal. Die Disposition lehnt sich an die von Wilhelmy an. Im Jahr 2008 erfolgte eine Renovierung durch den Orgelbauer Jörg Bente.
| I Hauptwerk C–g3 |              |       |
| 1.               | Quintadena   | 16′   |
| 2.               | Prinzipal    | 8′    |
| 3.               | Rohrflöte    | 8′    |
| 4.               | Oktave       | 4′    |
| 5.               | Holzflöte    | 4′    |
| 6.               | Quinte       | 2 ⁄3′ |
| 7.               | Oktave       | 2′    |
| 8.               | Mixtur IV-VI | 2′    |
| 9.               | Trompete     | 8′    |

| II Oberwerk C–g3 |                 |       |
| 10.              | Gedackt         | 8′    |
| 11.              | Gedacktflöte    | 4′    |
| 12.              | Oktave          | 2′    |
| 13.              | Sesquialtera II | 2 ⁄3′ |
| 14.              | Vox humana      | 8′    |
|                  | Tremulant       |       |

| Pedal C–f1 |                 |     |
| 15.        | Subbaß          | 16′ |
| 16.        | Prinzipal       | 8′  |
| 17.        | Oktave          | 4′  |
| 18.        | Rauschpfeife II |     |
| 19.        | Posaune         | 16′ |
| 20.        | Trompete        | 8′  |

- Koppeln: II/I, I/P, II/P

## Glocken
Im Jahr 1971 goss die renommierte Glockengießerei Otto aus Bremen-Hemelingen drei Bronzeglocken für die St. Johannis-Kirche. Ihre Schlagtonreihe lautet: e – fis – gis. Die Glocken haben folgende Durchmesser: 1249 mm, 1113 mm und 991 mm. Die Glocken gehören mit zu den letzten Glocken, die von den Ottos nach fast hundertjähriger Gießertätigkeit gegossen wurden.